# Sericochroa arimata
Sericochroa arimata är en fjärilsart som beskrevs av William Schaus 1939. Sericochroa arimata ingår i släktet Sericochroa och familjen tandspinnare. Inga underarter finns listade i Catalogue of Life.